# Ulica Christo Botewa w Krakowie
Ulica Christo Botewa – ulica w Krakowie, położona w całości w administracyjnej dzielnicy XIII Podgórze.

## Przebieg
Ulica zaczyna swój bieg na przy skrzyżowaniu z ulicą Rybitwy, gdzie staje się jej fizycznym przedłużeniem. Ulica od swojego początku biegnie w kierunku wschodnim w kierunku skrzyżowania z ulicą Półłanki i Tadeusza Śliwaka, by tam zakończyć bieg. Jej przedłużeniem w tamtym miejscu staje się ta druga.

## Infrastruktura
Ulicę Christo Botewa tworzy czteropasmowa (w niektórych fragmentach sześciopasmowa) ulica z ulokowanym pasem zieleni, oddzielającym obie jezdnie ulicy. W ciągu ulicy znajdują się dwa przystanki autobusowe należący do MPK Kraków – „Jeżowa” oraz „Półłanki”, a także pawilony handlowo-usługowe wypełniające w znacznej części otoczenie ulicy oraz osiedla mieszkaniowe.